# Tjugohörning

En regelbunden tjugohörning.

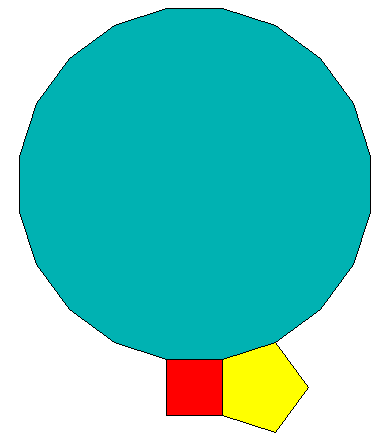
En regelbunden tjugohörning kan ramas in av kvadrater och regelbundna femhörningar.

En tjugohörning eller ikosagon är en polygon med tjugo hörn. Summan av (de inre) vinklarna hos en tjugohörning är alltid 3240°.

## Regelbundna tjugohörningar
En liksidig och likvinklig tjugohörning kallas för en regelbunden tjugohörning. Den har alltså vinkeln {\displaystyle \textstyle {\frac {1}{20}}\cdot 3240^{\circ }=162^{\circ }} i varje hörn och medelpunktsvinklar på 18°; och har en area A som ges av:
{\displaystyle A=5a^{2}\cot {\frac {\pi }{20}}\approx 31{\text{,}}5688a^{2}.}
där a är sidlängden i tjugohörningen.
En regelbunden tjugohörning kan konstrueras med passare och ograderad linjal.
| Konstruktion av en regelbunden tjugohörning. |

## Användning
William Shakespeares utomhusteater Globe Theatre var byggd på en tjugohörnig grund.